# Tre kompagnier - tre værker!
Tre kompagnier – tre værker! var Ballettens åbningsforestilling på Operaens lille scene, Takkelloftet den 16. januar 2005. 
En forestilling bestående af tre værker:
- City of Twist – gæstespil af Stephen Petronio Company (Koreografi: Stephen Petronios. Musik: Laurie Anderson),
- Kridt – gæstespil af Nyt Dansk Danseteater (Koreografi og scenografi: Tim Rushton. Musik: Peteris Vasks), og
- Nine out of... – skabt til Den Kongelige Ballets dansere (Koreografi: Tim Rushton. Musik: Johann Sebastian Bach).